# Мордва

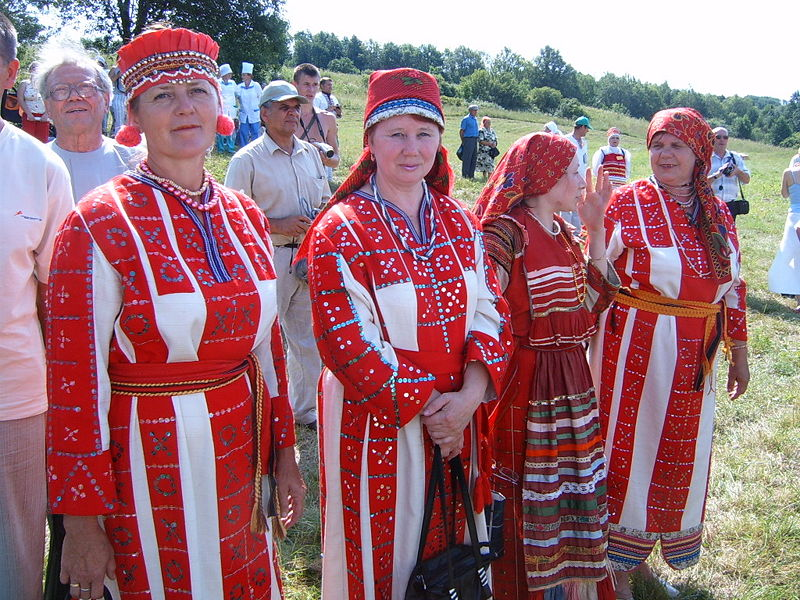
Эрзянки в национальных костюмах

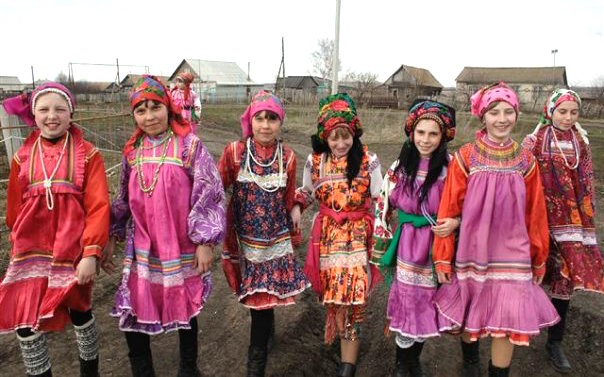
Мокшанские девочки в национальных костюмах

Мордва́ (мокш. и эрз. мокшэрзят, дословно мокшане и эрзяне; самоназвание мокшан — мокш. мокшет, эрзян — эрз. эрзят) — финно-угорский народ, который делится на два субэтноса — мокшане (мокша) и эрзяне (эрзя).
Мокшане и эрзяне говорят на мокшанском и эрзянском языках соответственно, которые являются близкородственными мордовскими языками волжско-финской подгруппы финно-угорской ветви уральской языковой семьи. Этнографические группы: эрзян — шокша и терюхане, мокшан — каратаи. Проживают в основном в России: около трети — в Мордовии, а также в сопредельных областях: Нижегородской, Пензенской, Тамбовской, Рязанской, Самарской, Московской. Верующие — в основном православные, также встречаются и протестанты (в частности лютеране), есть приверженцы национальной эрзянской веры, мокшанской религии и молокане.
Иногда мокшане и эрзяне выделяются как отдельные мордовские народы.

## Этноним
Традиционный термин «мордва» является экзоэтнонимом (внешним названием этнической общности). Эрзяне и мокшане имеют различное этническое самосознание, имеют свои литературные языки, существенные различия в антропологическом (расовом) типе, расселении, традиционном быте, материальной и духовной культуре.
В 1771 году путешественник И. И. Лепёхин писал о внутреннем разделении мордвы следующее:
Мордва разделяется собственно на два колена, из которых первое называется Мокшанским, а другое Ерзянским: но и в Мокшанах есть некоторое различие. Одни называются коренными или высокими Мокшанами, а других почитают простыми Мокшанами, и вся их разность состоит в некоторых наречиях. Они еще сказывали нам о четвертом роде Мордвы, которых Каратаями называют, и которых только три деревни в Казанском уезде находятся.
Аналогичные сведения приводят путешественники П. С. Паллас в 1773 году, И. Г. Георги в 1777 году, И. Ф. Гакман в 1787 году, Г. Ф. Миллер в 1791 году, Г. И. Громов в 1797 году.
В июле 1928 года на заседании Совета народных комиссаров по вопросу создания Эрзяно-Мокшанского округа Н. Г. Сурдин предложил назвать округ Мордовским, на основании того, что названия народов «мокша» и «эрзя» не на слуху, а «мордва» известно всем русскоговорящим. 16 июля 1928 года всероссийский ЦИК и Совет народных комиссаров приняли решение о создании Мордовского округа в составе Средне-Волжской области. В 1990-е годы обнародована Декларация о государственном суверенитете Мокшанской и Эрзянской Советской республики, однако переименование республики было отложено.
Сравнительно недавно появилось обозначение мокшет-эрзят (букв. «мокшане-эрзяне») «мордва». В новейшее время под влиянием русского языка входят в употребление выражения мордвась «мордва», мордватне «мордовцы», мордовский народсь/мордовской народось «мордовский народ».

### Этимология
Обычно первым упоминанием экзоэтнонима мордва считается его форма Mordens в итинерарии готского историка Иордана (VI век н. э.). В. В. Напольских при этом замечал, что нельзя быть полностью уверенными, что под иранским экзоэтнонимом mordens in Miscaris скрываются именно мокша и эрзя. В X веке этот экзоэтноним упоминается византийским императором Константином Багрянородным в форме Μορδια в качестве географического названия для локализации одной из пачинакитских (печенежских) фем.
Этноним мордва в древнерусских летописях встречается с IX века, а к XII веку относится первое достоверное упоминание этнонима эрзя (персидский государственный деятель Рашид ад-Дин) и этнонима мокши (у фламандского путешественника Вильгельма де Рубрука).

К северу находятся огромные леса, в которых живут два рода людей, именно: Моксель, не имеющие никакого закона, чистые язычники. Города у них нет, а живут они в маленьких хижинах в лесах. Их государь и большая часть людей были убиты в Германии. Именно Татары вели их вместе с собою до вступления в Германию, поэтому Моксель очень одобряет Германцев, надеясь, что при их посредстве они ещё освободятся от рабства Татар… Среди них живут другие, именуемые Мердас, которых Латины называют Мердинис, и они — Сарацины.— Гильом де Рубрук «Путешествия в восточные страны Плано Карпини и Рубрука», 1253
Распространённая гипотеза выведения этого экзоэтнонима из древне-иранского *mardχvār- или *mǝrǝtāsa- «людоед», а следовательно — отождествления с андрофагами Геродота, признавалась М. Фасмером безосновательной.
Согласно наиболее принятой на сегодняшний день версии, экзоэтноним мордва происходит от иранского корня со значением «человек, мужчина» (ср. перс. ; مرد mard‎, ягн. morti — от индоир. *mṛta «человек, смертный»). К тому же корню восходят слова эрз. мирьде, мокш. мирде «мужчина, муж», удм. мурт, коми морт «человек, мужчина». Разница в огласовке между этими словами и этнонимом объясняется разным временем заимствования и фонетическими изменениями в разных языках.
По мнению В. В. Напольских, ситуация, когда к двум разным народам применяется название, которое никогда не было их самоназванием, требует особого решения. Тем более, что др.-рус. мордва и гот. mordj- по фонетическим причинам не выводимы из общеморд. ḿiŕd’e, которое никогда не было этнонимом и имеет значение не «человек», а сугубо «муж, мужчина». Сам исследователь связывает этноним мордва с ираноязычной воинской группой, проникшей в Поволжье из Зауралья и вероятно оставившей специфические памятники андреевско-писеральского типа I—III веков н. э. в низовьях Суры. Название этой группы было аналогично мидийским мардам — кочевому племени, известному своей воинственностью, название которого происходит от иран. *marəδa- «убийца». В рамках саргатской культуры этот этноним мог быть заимствован также в язык обских угров, где обозначал южных степных соседей: *morti «южная страна с теплым морем, куда на зиму улетают птицы».
Суффикс -ва присоединён уже русским языком и носит оттенок собирательности (так же, как в этнонимах литва, татарва). Наряду с ним в летописях сохранился и этноним мордвичи («Мордовскиа князи с Мордвичи»). Фасмер также приводит ругательство мордва́, относимое к евреям и детям, и слово мордва́н, употребляемое в значении «проказник», указывая на созвучие с мордова́ть. В «Словаре белорусского наречия» И. И. Носовича также присутствует ругательство мордва́, относимое к «шумному сборищу, особенно евреев», являющееся производным от глагола мордовать.
Современное название представителей мордвы — мордви́н (мужчина) и мордо́вка (женщина). Мордва́ — о народе, ед. ч. (собирательное имя).

### История упоминаний

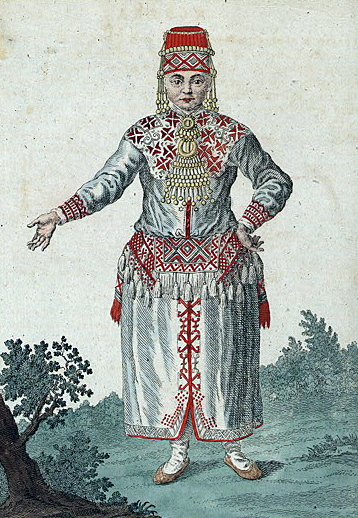
Мордовка. Конец XVIII века

Наиболее раннее употребление этнонима мордва предположительно фиксируется в трактате «О происхождении и деяниях гетов» готского историка VI века Иордана. В нём среди народов Восточной Европы, которые якобы были покорены Германарихом к 375 году, упоминается народ «морденс», который помимо близкого написания ассоциируется с мордвой также на основании географического соседства с «меренс» (мерей).

В современных мордовских языках слово «мордва» как этноним не сохранилось. Однако едва ли можно думать, что этот этноним употреблялся в качестве самоназвания в прошлом. Так ещё в XVIII в. известный русский учёный И. Г. Георги, путешествовавший в Поволжье, заметил, что мордвины: «<…> называются сами по поколениям своим мокшами и мокшанами, также ерзянами и ерзядами. Россияне же нарицают их вообще мордвою, которое наименование и между ними самими не употребительно»

Константин Багрянородный упоминает страну-Мордию в своей работе «Об управлении империей» 950 года:

Пачинакия отстоит от Узии и Хазарии на пять дней пути, от Алании — на шесть дней, от Мордии — на десять дней, от Росии — на один день, от Туркии — на четыре дня, от Булгарии — на полдня, к Херсону она очень близка, а к Боспору еще ближе.
Роджер Бэкон в своём «Opus Majus» 1267 года также отделяет мокшан («moxel») от мордвы (эрзян):

К северу же от этой земли Тартарской между Танаисом и Этилией живут какие-то народы…. И оба эти народа живут на севере, рядом с полюсом, но более удален от севера народ, живущий сразу за рекой Танаис и называемый моксель, подчинённый тартарам. И они — язычники, живущие совершенно без закона, города у них нет, но хижины в лесах. Государь их и большая часть их были убиты в Польше поляками и алеманнами и богемами. Ведь тартары повели их на войну с поляками. А они во многом поддерживают поляков и алеманнов, надеясь таким образом освободиться с их помощью от тартарского рабства. Если к ним придёт купец, тот, в доме которого он первым остановился, должен проявлять заботу о нём столько времени, сколько он желает там пробыть. Ибо так принято в этих местах. За ними к востоку живёт некий народ, называемый мердуим, зависимый от тартар. Но они — сарацины, живущие по законам Магомета.
То же в конце XVIII века подтверждает и Иоганн Георги:

С того времени, как стали они Российской державе подвластны, упражняются все в землепашестве, но живут не в городах, а в деревушках, подобно черемисским и чувашским, и весьма охотно строят жилища свои в лесах. Дворы, землепашество, небольшое скотоводство, домашняя рухлядь, пища и всё вообще расположение их хозяйства ни мало от черемисского и чувашского не разнится. По большей части бывают и у их дворов такие же, как у тех, огородцы, в коих садят про себя обыкновенную поваренную зелень. Но к звериному промыслу не столько они прикрепляются, как помянутые народы. Мордовки упражняются равномерно в таких же делах, как черемисские и чувашские женщины, и притом подобные им в прилежании и искусстве. Народ сей несёт равную с соседями своими гражданскую тягость, да и в самом поведении им сообразен. Мокшаны живут в привольных к лесному пчеловодству местах; есть также между ними действительно и такие пчеляки, кои имеют у себя по сту и по двести ульев.

О мокшанах (Moxii) как отдельном народе и их стране (Moxia) говорится в сочинении Иосафата Барбаро «Путешествие в Тану».
Энциклопедия Кирилла и Мефодия также называет предводителя эрзянского войска Пургаса мордовским князем:

…В то время как войска Улуса Джучи совершали первые два похода на Волжскую Булгарию (в 1229 и 1232 гг.) суздальские войска громили главного союзника булгар — мордовского князя Пургаса.
В работе В. Т. Пашуто также мокшане и мордва упомянуты как разные народы:

В течение 1239 года Бату позволил некоторым своим родичам предпринять небольшие рейды на мордву и мокшу, на уже разоренное Рязанское княжество, на Переяславль-Южный
Из выступления директора Института гуманитарных наук при Правительстве Республики Мордовии д. и. н. В. А. Юрчёнкова на Сафаргалиевских чтениях, ежегодно проходящих в Саранске:

мокша, эрзя, буртасы, меря и мурома образовались после распада городецкой культуры и являются родственными племенами. Если учитывать и этот факт, то становится ясно, что мордва не просто пребывала в составе древнерусского государства в течение 10 веков, но и способствовала его образованию.
О сходстве мокшан и мишарей (мещёры) писали адъюнкт Петербургского университета Хусаин Фейзханов и его коллега В. В. Вельяминов-Зернов, занимавшиеся исследованием истории Касимовского царства:

Наши благословенные мишари являются (по происхождению) финнами, однако они более близки к мокшам. В древней истории России мокши и мишари упоминаются друг за другом. Чуваши и черемисы упоминаются совместно отдельной группой. Наружность мишарей, в особенности, саратовских, имеет мокшанский вид: и в действиях и манерах они похожи на мокшанцев

### Современное бытование
Согласно результатам переписи 1926 года, на территориях Пензенской, Нижегородской и Ульяновской губерний, позже вошедших в состав Мордовской автономии, проживало 237 тыс. мокшан и 297 тысяч эрзян, всего в Поволжье и на Урале мокшан 391 тысяч, эрзян — 795 тысяч, в Барнаульском округе 1,4 тысячи мокшан и 1,4 тысячи эрзян, также 5,2 тысячи обрусевших мокша и эрзя назвались этнонимом «мордва» без указания субэтнонима. 
По данным переписи населения 2002 года, уже 843 350 человек назвали себя мордвой, в том числе мокшанами и эрзянами 49 624 и 84 407 человек соответственно. В самой Мордовии 283,9 тысячи человек назвали себя мордвой, в том числе 47,4 тысячи и 79 тысяч — соответственно мокшей и эрзей. Эти противоречивые данные были получены вследствие того, что многие представители старшего поколения привыкли к тому, что ещё во время советского периода в графе национальность представителям мокшан и эрзян разрешалось указывать только именование «мордвин», это правило вновь возродилось в Республике Мордовия в рамках кампании, предшествовашей переписи 2010 года, когда власти республики настоятельно рекомендовали указывать национальность «мордва». 
В 2011 году власти Мордовии оказывали давление за упоминание мокша и эрзя как отдельных народов, требуя использовать только термин «мордва». Одной из причин противоречивости данных 2002 года называли ошибки в переписи. Во внимание также следует принимать оторванность многих общин и диаспор мокшан и эрзян от своей исторической родины, масштабы естественной ассимиляции: обрусевшие мокшане и эрзяне не помнят своих корней и указывают в графе национальность «мордва», так как их предки происходили из Мордовии. 
По данным микропереписи 1994 года в Мордовии 49 % мордовского населения назвали себя мокшей, 48 % — эрзей и лишь 3 % сказали, что они — мордва. В соседней Пензенской области из всей мордвы собственно мордвы — 69 %, а остальные 31 % — мокша или эрзя; на всей остальной территории России из всей мордвы собственно мордвы оказалось 99,8 %. 
По мнению директора Института этнологии и антропологии РАН В. А. Тишкова, причиной преобладания в итогах микропереписи субэтнонимов эрзя и мокша на территории Мордовии стало некорректное интервьюирование респондентов переписчиками, которые минуя вопрос об этнониме, сразу спрашивали о субъэтнической принадлежности. Преобладание же за пределами Мордовии этнонима «мордва», по его мнению, связано с большей корректностью переписчиков в этих регионах. 
Результаты всероссийской переписи 2010 года, однако, не вызывают уверенности в корректности её проведения, по её итогам за период с 2002 по 2010 годы численность назвавших себя этнонимом мокша сократилась в 10 раз.

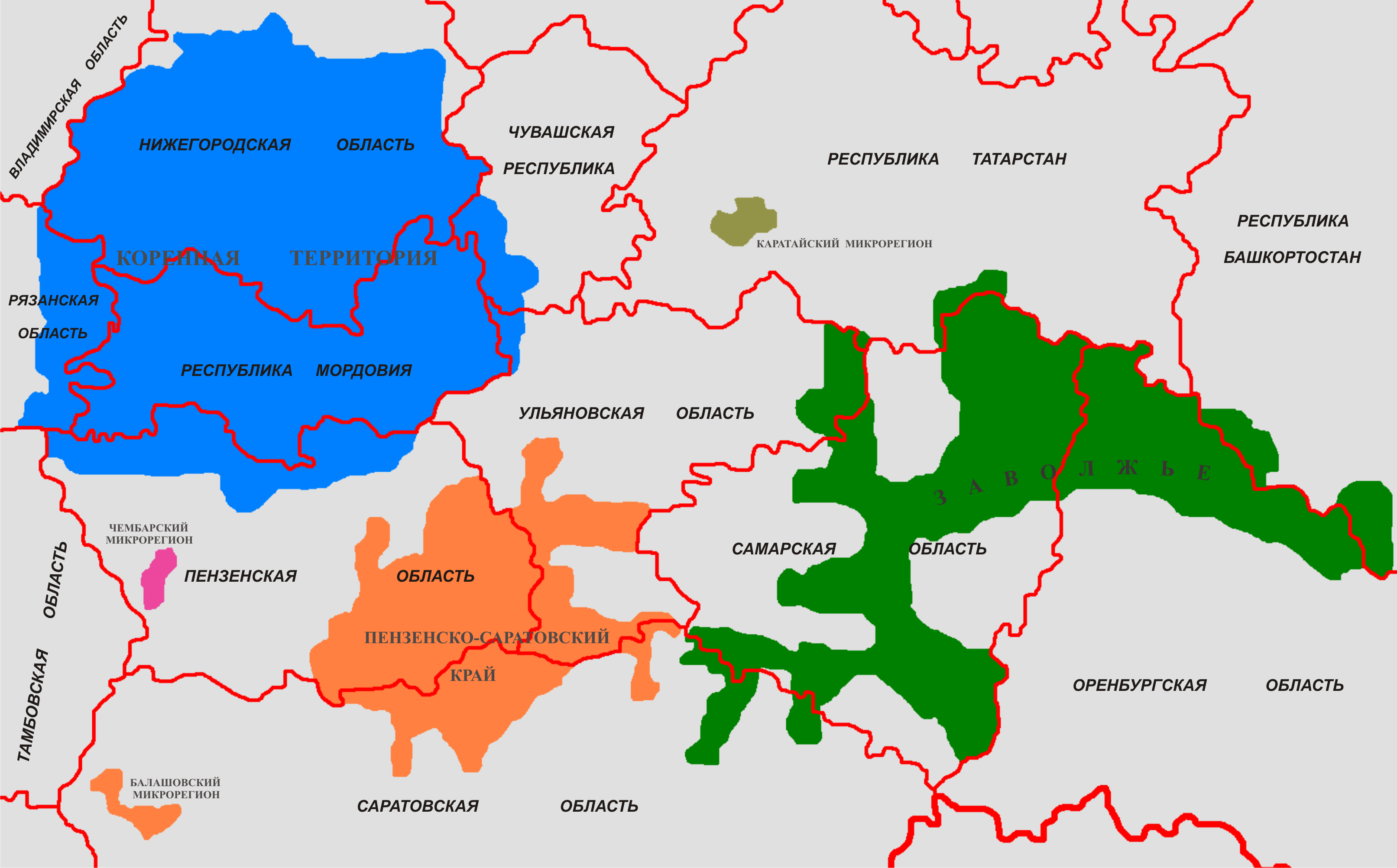
Расселение мордвы

## Численность и расселение

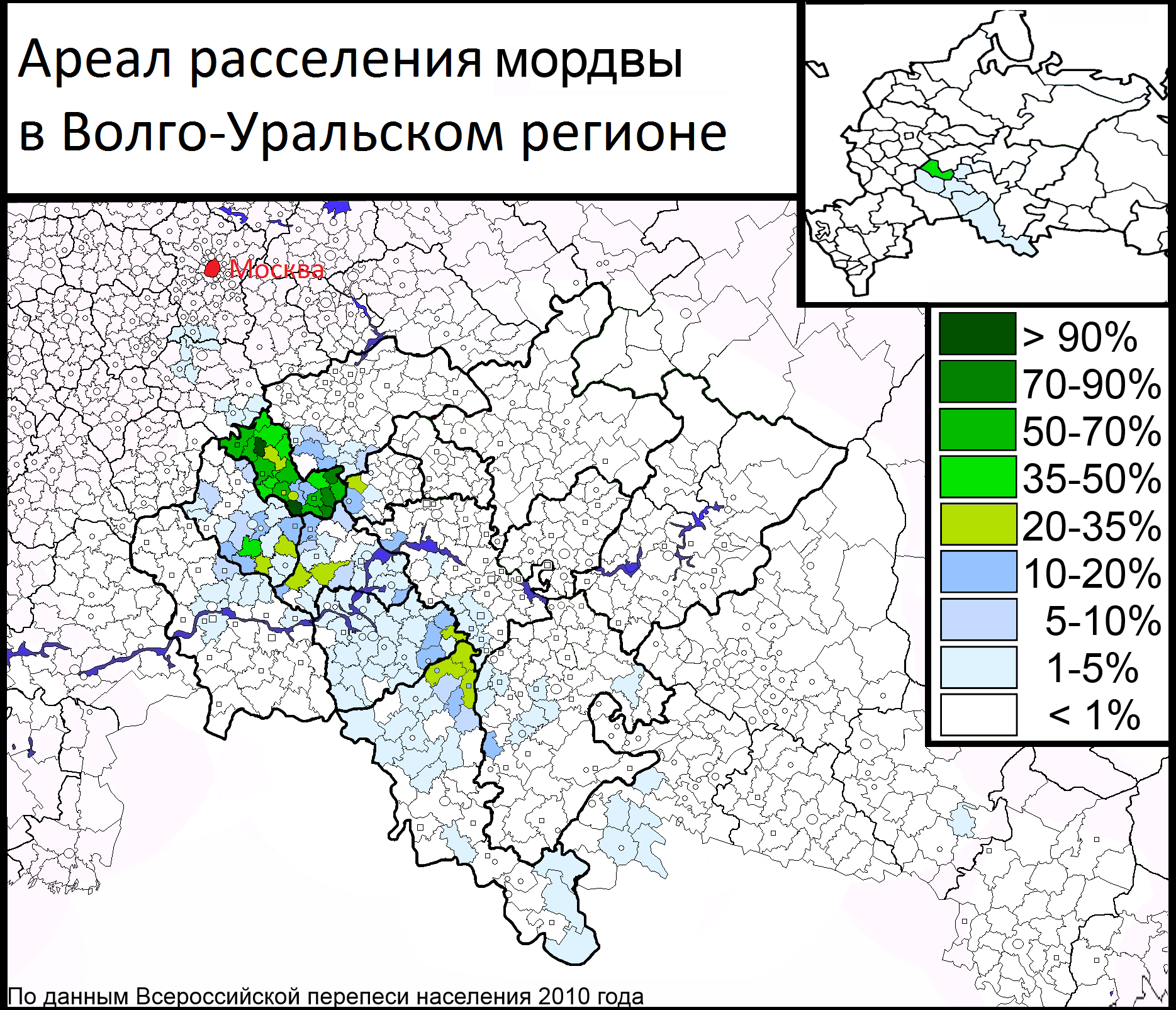
Ареал расселения мордвы в Волго-Уральском регионе. По данным Всероссийской переписи населения 2010 года

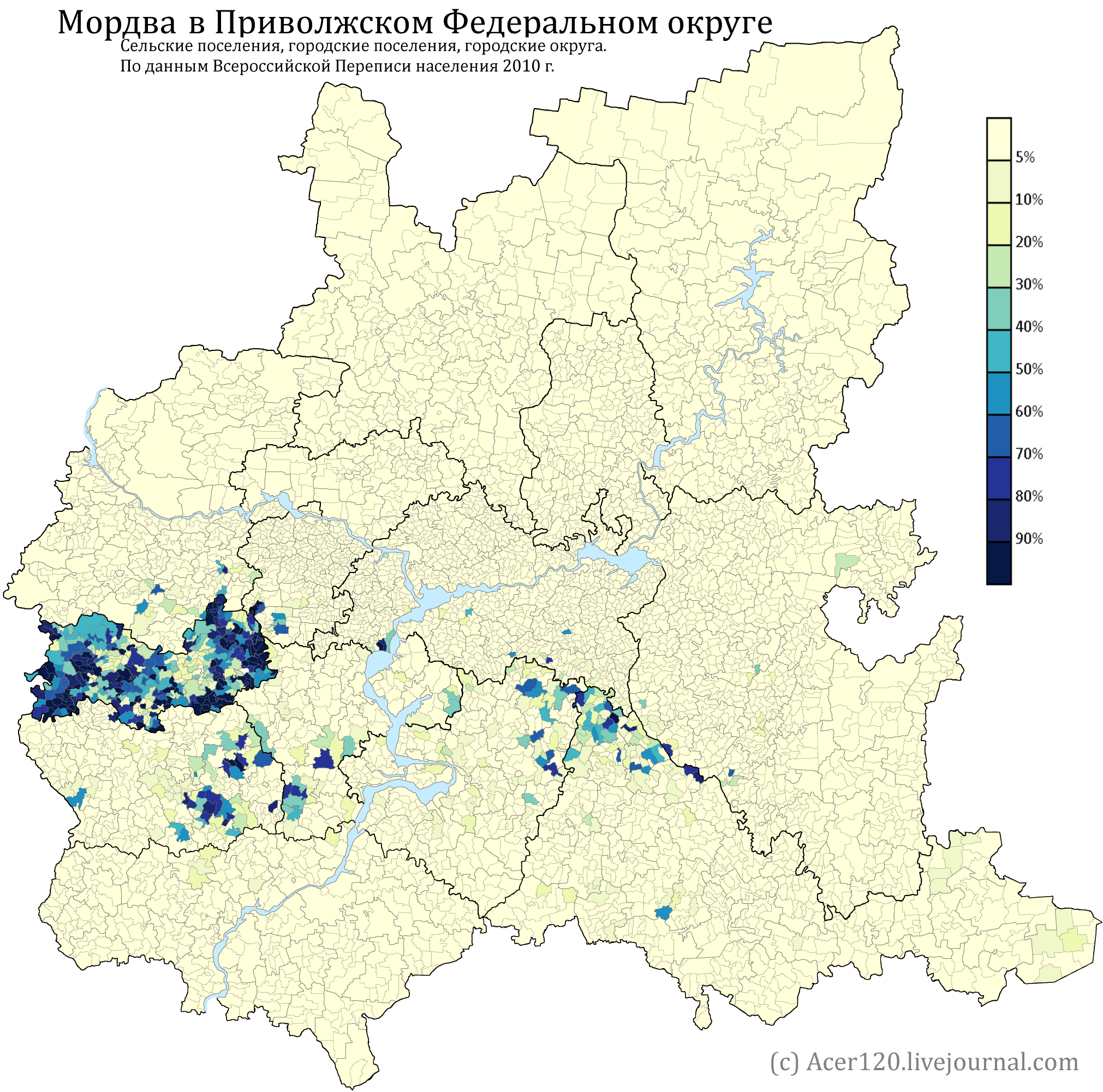
Расселение мордвы в Приволжском федеральном округе по городским и сельским поселениям в %, перепись 2010 года

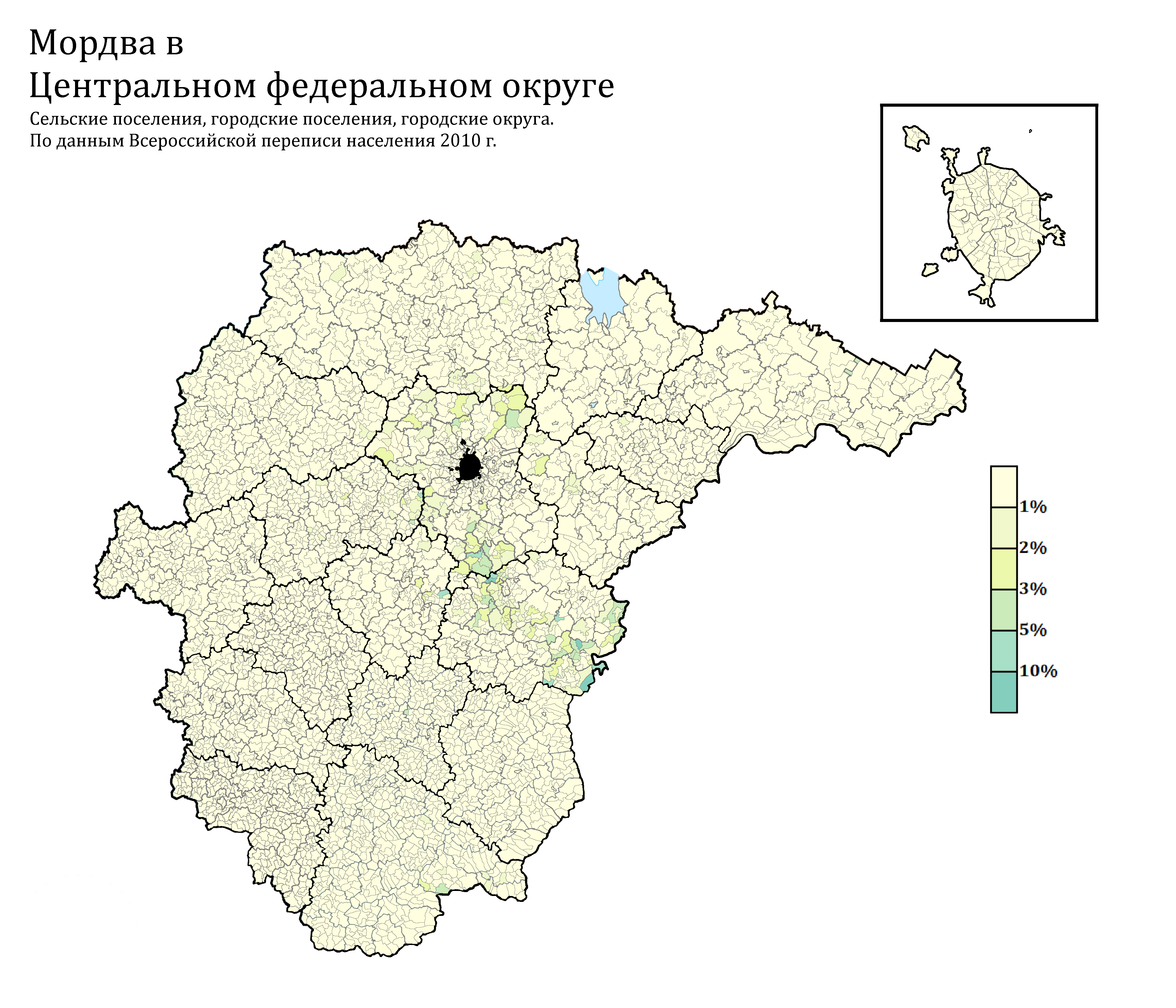
Расселение мордвы в ЦФО по городским и сельским поселениям в %, перепись 2010 года

Расселение мордвы в СФО по городским и сельским поселениям в %, перепись 2010 года

### Общая численность мордвы (мокшан и эрзян)
- В начале XIII века — 60—70 тысяч человек[74],
- в конце XVI века — около 150 тысяч чел[75],
- по данным I ревизии в 1719 — 107,4 тысяч человек,
- по данным II ревизии в 1745 — 134,8 тысячи человек,
- по данным III ревизии в 1764 — 199,7 тысячи человек,
- по данным IV ревизии в 1781 — 279,9 тысячи человек,
- по данным V ревизии в 1796 — 345,5 тысячи человек,
- по данным VIII ревизии в 1835 — 480 тысяч человек,
- по данным X ревизии в 1858 — 660—680 тысяч человек[72][75][76].

Согласно переписи населения Российской империи 1897 года, численность говорящих на мордовском наречии составила 1 023 841 человек:
| Губерния                   | Мужчин  | Женщин  | Всего     |
| -------------------------- | ------- | ------- | --------- |
| Самарская                  | 115 945 | 122 653 | 238 598   |
| Симбирская                 | 89 969  | 99 011  | 188 980   |
| Пензенская                 | 92 205  | 95 657  | 187 862   |
| Саратовская                | 59 419  | 64 474  | 123 893   |
| Тамбовская                 | 42 827  | 46 877  | 89 704    |
| Пермская                   | 24 669  | 28 424  | 53 093    |
| Оренбургская               | 19 104  | 19 299  | 38 403    |
| Уфимская                   | 18 224  | 19 065  | 37 289    |
| Казанская                  | 11 003  | 11 184  | 22 187    |
| Томская                    | 7 420   | 7 282   | 14 702    |
| Акмолинская                | 4 300   | 4 246   | 8 546     |
| Енисейская                 | 1 966   | 1 807   | 3 773     |
| Тургайская                 | 1 108   | 1 024   | 2 132     |
| Астраханская               | 1 072   | 780     | 1 852     |
| Тобольская                 | 808     | 716     | 1 524     |
| Другие губернии            | 8 620   | 2 683   | 11 285    |
| Всего в Российской империи | 498 659 | 525 182 | 1 023 841 |

На 1917 год общая численность мокшан и эрзян оценивалась в 1,2 млн человек, согласно переписи 1926 года, на территориях Пензенской, Нижегородской и Ульяновской губерний, позже вошедших в состав Мордовской автономии, проживало 237 тысяч мокшан и 297 тысяч эрзян,
Всего в Поволжье и на Урале мокшан 391 тысяча, эрзян — 795 тысяч, в Барнаульском округе 1,4 тысячи мокшан и 1,4 тысячи эрзян. Также 5,2 тысячи обрусевших мокша и эрзя назвались этнонимом «мордва» без указания субэтнонима.
Численность мордовского населения (мокшан и эрзян) по регионам РСФСР в 1926 году.
| Регион                 | Общая численность мокшан и эрзян, чел. | Процент от населения региона |
| ---------------------- | -------------------------------------- | ---------------------------- |
| Пензенская губерния    | 376 983                                | 17,1 %                       |
| Самарская губерния     | 251 374                                | 10,4 %                       |
| Ульяновская губерния   | 178 988                                | 12,9 %                       |
| Саратовская губерния   | 154 874                                | 5,3 %                        |
| Сибирский край         | 107 794                                | 1,2 %                        |
| Северо-Кавказский край | 88 535                                 | 0,3 %                        |
| Уральская область      | 88 484                                 | 0,3 %                        |
| Нижегородская губерния | 84 920                                 | 3,1 %                        |
| Башкирская АССР        | 49 813                                 | 1,9 %                        |
| Татарская АССР         | 35 084                                 | 1,4 %                        |
| Казакская АССР         | 27 244                                 | 0,4 %                        |
| Чувашская АССР         | 23 958                                 | 2,7 %                        |
| Оренбургская губерния  | 23 602                                 | 3,1 %                        |

По переписи 1989 года, численность мокшан и эрзян в СССР составляла 1 млн 153,9 тысячи человек, из них в РФ — 1 млн 72,9 тысячи человек, в том числе в Мордовской АССР проживало 313,4 тысячи человек, что составляло 32,5 % населения республики.
В 1989 году проводился раздельный учёт эрзян и мокшан, а также учёт назвавшихся этнонимом «мордва», что позволило также получить приблизительные данные[как?] о численности мокшан и эрзян.
По данным Ethnologue за 2000 год численность мокшан составляла 296,9 тысячи человек, численность эрзян — 517,5 тысячи человек.
По данным Российской переписи населения 2002 года, общая численность проживавших в России мокшан и эрзян составляла 843,4 тысячи человек, в том числе в Мордовии — 283,9 тысячи человек (32 % населения республики).
Численность мордвы в СССР, РСФСР по данным переписей:
|      | Численность, чел. |           |
| Год  | СССР              | РСФСР     |
| 1926 | 1 340 415         | 1 376 368 |
| 1939 | 1 456 000         | 1 376 368 |
| 1959 | 1 285 000         | 1 211 105 |
| 1970 | 1 262 670         | 1 177 492 |
| 1979 | 1 191 700         | 1 111 075 |
| 1989 | 1 153 900         | 1 072 939 |

Численность мордвы по РСФСР/РФ:
| Год  | Численность мордвы, чел. | Мокша/эрзя, чел. | В Мордовии, чел  |
| 1989 | 1 072 900                |                  | 313 400 (32,5 %) |
| 2000 | 814 400                  | 296 900 мокшан   |                  |
|      |                          | 517 500 эрзян    |                  |
| 2002 | 843 400                  |                  | 283 900 (32 %)   |

В значительном количестве мокшане проживают в Пензенской, Тамбовской, Оренбургской областях, Татарстане, а также в Москве и Московской области, эрзяне — в Самарской, Нижегородской, Рязанской, Оренбургской, Ульяновской областях, Татарстане, а также в Москве и Московской области.
| Регион                  | Человек | Человек | Человек | Человек | %    | %    |
| ----------------------- | ------- | ------- | ------- | ------- | ---- | ---- |
| Регион                  | 1970    | 1979    | 1989    | 2002    | 1970 | 2002 |
| Мордва                  | 1177492 | 1111075 | 1072939 | 843350  | 100  | 100  |
| Республика Мордовия     | 364689  | 338898  | 313420  | 283861  | 31,0 | 33,7 |
| Самарская область       | 118117  | 117127  | 116475  | 86000   | 10,0 | 10,2 |
| Пензенская область      | 106485  | 95718   | 86370   | 70739   | 9,0  | 8,4  |
| Оренбургская область    | 92215   | 80611   | 68879   | 52458   | 7,8  | 6,2  |
| Ульяновская область     | 69644   | 64016   | 61061   | 50229   | 5,9  | 6,0  |
| Республика Башкортостан | 40745   | 35900   | 31923   | 26020   | 3,5  | 3,1  |
| Нижегородская область   | 51628   | 45028   | 36709   | 25022   | 4,4  | 3,0  |
| Республика Татарстан    | 30963   | 29905   | 28859   | 23702   | 2,6  | 2,8  |
| г. Москва               | 17281   | 22274   | 30916   | 23387   | 1,5  | 2,8  |
| Московская область      | 16540   | 21660   | 28328   | 21856   | 1,4  | 2,6  |
| Челябинская область     | 31915   | 29306   | 27095   | 19139   | 2,7  | 2,2  |
| Саратовская область     | 23865   | 23344   | 23381   | 16523   | 2,0  | 2,0  |
| Республика Чувашия      | 21041   | 20276   | 18686   | 15993   | 1,8  | 1,9  |
| Свердловская область    | 17135   | 16164   | 15453   | 9702    | 1,5  | 1,2  |
| Тюменская область       | 3012    | 5507    | 11159   | 9683    | 0,3  | 1,1  |
| Красноярский край       | 17997   | 15779   | 14873   | 7526    | 1,5  | 0,9  |
| Рязанская область       | 3858    | 5424    | 8528    | 7252    | 0,3  | 0,9  |
| Кемеровская область     | 19158   | 15239   | 13894   | 7221    | 1,6  | 0,9  |
| Краснодарский край      | 6072    | 6416    | 7364    | 4861    | 0,5  | 0,6  |
| Алтайский край          | 11005   | 8466    | 7455    | 4769    | 0,9  | 0,6  |
| Приморский край         | 11847   | 10233   | 9193    | 4307    | 1,0  | 0,5  |
| Иркутская область       | 7067    | 6824    | 6781    | 3879    | 0,6  | 0,5  |
| Волгоградская область   | 4571    | 4866    | 4851    | 3601    | 0,4  | 0,4  |
| Владимирская область    | 3829    | 4199    | 5142    | 3570    | 0,3  | 0,4  |
| Ростовская область      | 3015    | 3544    | 4657    | 3447    | 0,3  | 0,4  |
| Хабаровский край        | 10234   | 8799    | 8193    | 3399    | 0,9  | 0,4  |
| г. Санкт-Петербург      | 2281    | 3765    | 5175    | 3369    | 0,2  | 0,4  |
| Сахалинская область     | 7941    | 6710    | 5641    | 2943    | 0,7  | 0,3  |
| Новосибирская область   | 5885    | 4729    | 4418    | 2608    | 0,5  | 0,3  |
| Мурманская область      | 3071    | 3739    | 4214    | 2479    | 0,3  | 0,3  |
| Республика Коми         | 2803    | 3389    | 3927    | 2390    | 0,2  | 0,3  |
| Пермская область        | 4740    | 4159    | 4150    | 2363    | 0,4  | 0,3  |
| Калининградская область | 3280    | 3678    | 3482    | 2320    | 0,3  | 0,3  |
| Омская область          | 3308    | 3098    | 2772    | 1966    | 0,3  | 0,2  |
| Ивановская область      | 3618    | 3626    | 3386    | 1948    | 0,3  | 0,2  |

## История

### Этногенез

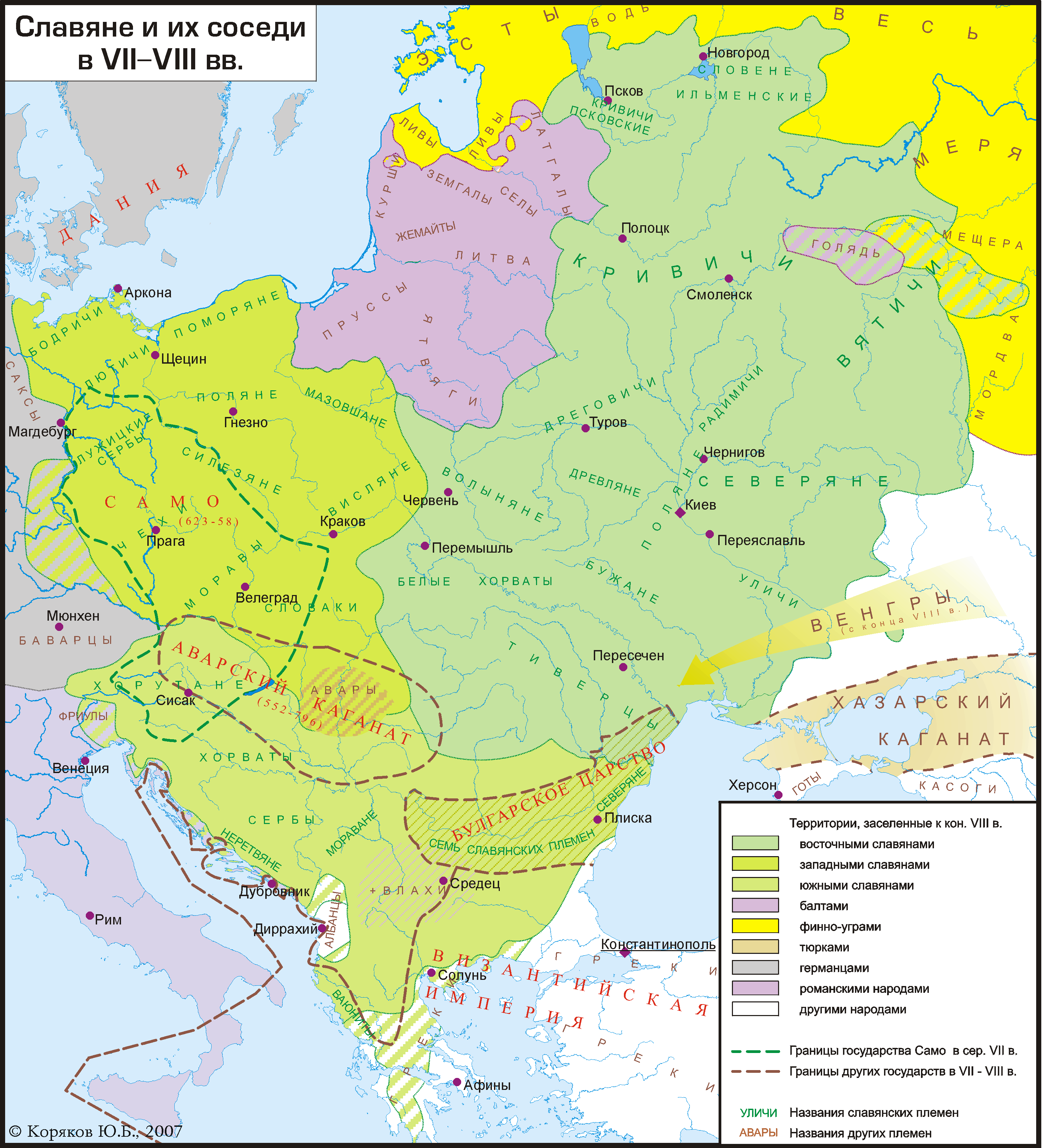
Народы Восточной Европы в VII—VIII веках. Мордва — на крайнем востоке карты

Существует маргинальное предположение о том, что мокшан и эрзян следует отождествлять с андрофагами и тиссагетами, которых упоминает Геродот, описывая их роль в скифо-персидской войне 512 года до н. э.
Согласно же археологическим и историческим источникам этническая общность праэрзя и прамокша формировалась в районе Сурско-Волжского междуречья на протяжении II—IV веков н. э.
По утверждению Кузнецова С. К., прародину мордвы нужно искать на правобережье средней Волги, в бассейнах правых притоков Оки и Суры. Мордва вытеснила отсюда финские племена, переселившиеся к северу.
Истоки формирования мордвы связываются с племенами городецкой археологической культуры (VII век до н. э. — I в. н. э.), существовавшей на правобережье Средней Волги и в бассейне Средней Оки, в долинах Суры, Мокши, Цны, Теши.
В начале нашей эры племена Городецкой культуры испытывают сильное влияние пьяноборских племён, которые продвинулись в Западном Поволжье. К этому времени позднегородецкие племена приобрели устойчивый обряд в грунтовых могильниках.
К концу 1-го тысячелетия н. э. произошло обособление двух основных территориальных групп древнемордовского населения. В южной, присурской зоне (верховья Мокши и Суры, позже распространившейся на долину Цны) сформировался устойчивый обряд погребения головой на юг и наличие среди погребального инвентаря височной спиралевидной подвески с грузиком (в целом общая черта для приуральских финнов). В северной, приокской зоне (междуречье Оки и Суры, бассейны рек Теши и Пьяны) погребённых стали ориентировать головой на север и очень редко встречается спиралевидная височная подвеска. На их основе учёные установили, что южная группа племён явилась основой для формирования мокшан, а северная — эрзян.
В процессе своего развития как мокшане, так и эрзяне имели тесные контакты с различными ираноязычными и тюркоязычными племенами на южных границах своего расселения, а на севере и западе — с балтоязычными.
С запада в течение последней тысячи лет наиболее сильное влияние мокша и эрзя испытали от славянских племён.
До середины XX века многие эрзя и мокша сохраняли двуязычность, которая, вероятно, всё больше уступала место русскому языку как главному языку общения и культуры.
Ассимиляция, которую испытали волжско-уральские народы, явилась двунаправленной. Как славяне, численно превосходящие мокшу и эрзя, влияли на «мордву», так и коренное население влияло на вновь приходивших славян.

### Ранняя история
На основе топонимических сведений в начале XX века С. К. Кузнецов заключил, что «в древнейший период своей истории мордва занимала огромное пространство, захватывающее нынешние губернии: часть Казанской, Нижегородскую, Пензенскую, часть Рязанской и Калужской, губернии Симбирскую, Тамбовскую и Саратовскую. Появление мордвы в самых низовьях, возле Астрахани, относится уже к позднейшему времени, а в пределах нынешних Уфимской и Оренбургской губерний она появилась в XVI и главным образом в XVII столетиях».
Мордва занималась пашенным земледелием, разведением домашних животных, охотой; были известны гончарство, бортничество, скорняжное дело, ткачество. Существовал торговый обмен с соседними племенами и народами: покупали украшения и ткани, продавали рабов, меха, мёд, воск и др..
Археологические данные указывают, что мордва хоронила своих сородичей в круглых срезанных наверху курганах лицом к западу, скелеты или в вытянутом или в эмбриональном положении, в ногах — горшки с пеплом и угли, иногда кости жертвенных животных (см. Мордовский могильник у Касимова, Ширинушское городище, Лядинский и Томниковский могильники).
Мордва была последним из финских племён, обозначенной Начальной летописью (XII век) на нижнем течении Оки. В раннем средневековье на юго-востоке с мордвой соседствовали ираноязычные кочевники, на северо-западе лежали земли балтов, а на юго-западе — славян.

### X—XIII века

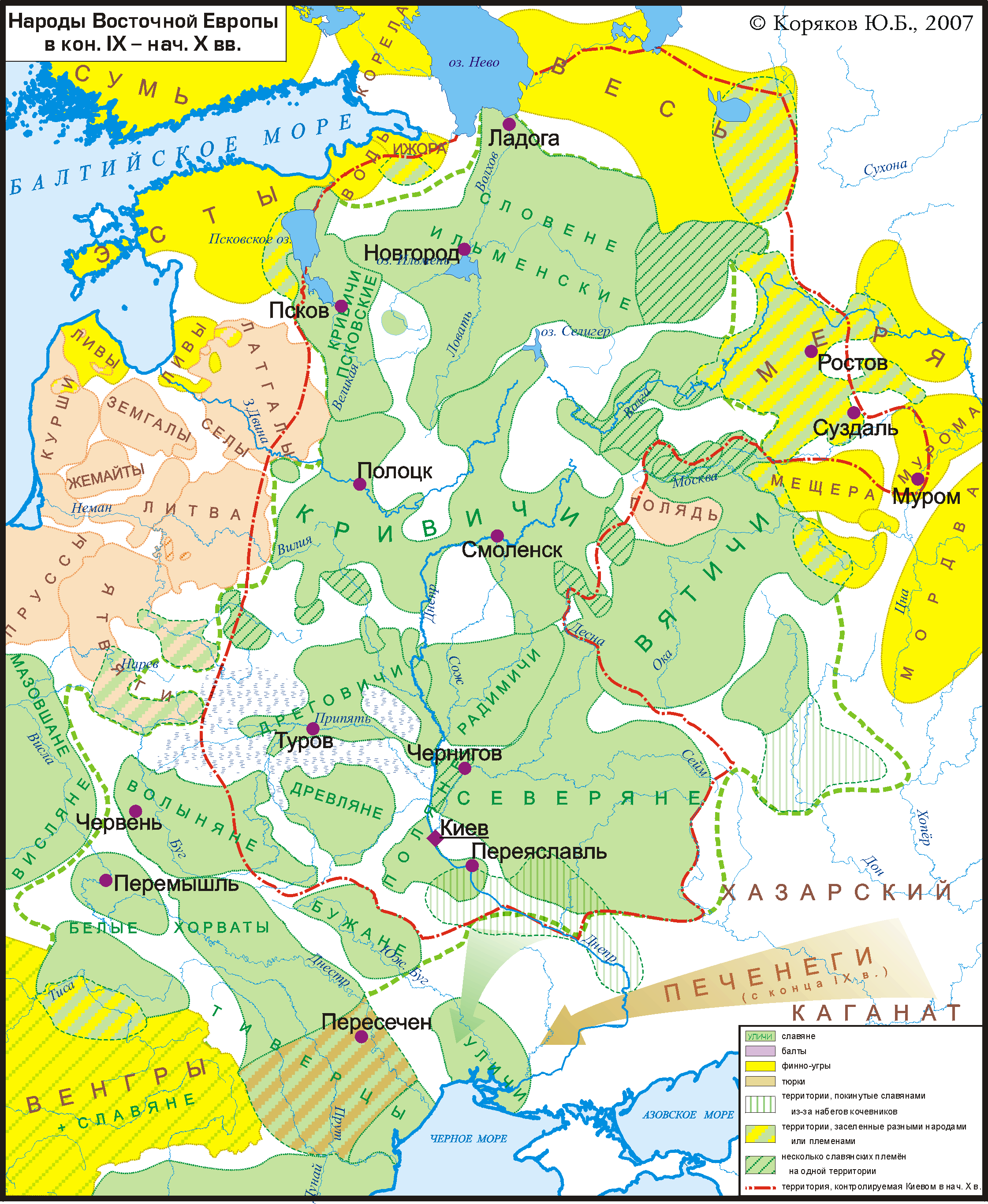
Народы Восточной Европы в конце IX — начале X вв. Мордва — на крайнем востоке карты

Иордан называет народ Mordens среди покоренных в IV веке державой Германариха. Хазарский царь Иосиф среди своих данников упоминает племя Арису, которое отожествляется с эрзей. Но археологические материалы говорят о том что влияние племен, входивших в Хазарский каганат больше всего заметно в памятниках мокши, а не эрзи.
Положение мордвы изменили походы киевского князя Святослава, разбившего Хазарский каганат. Теперь мордва попала в зависимость от русских князей. Косвенным доказательством служат события 985 года, когда князь Владимир в походе на Волжскую Булгарию беспрепятственно прошел через земли мордвы.
«Повесть временных лет» начала XI веков называет мордву в числе народов, платящих дань Киевской Руси.
Видимо в сферу влияния Руси, после разгрома хазар, входили именно мокшанские племена. На их землях рано начинается славянская колонизация. На рубеже XI—XII веков под давлением переселенцев мокша покинула бассейн Цны и ушла на восток в долины Вада и Мокши. В XII веке на Цне появляются города рязанского княжества: Онуза и Никольское городище. В 1209 году в устье Мокши упоминается русский город Кадом. Мокшанский князь Пуреш был ротником (вассалом) суздальского князя Юрия Всеволодовича. Пуреш и его сын воевали с эрзянским князем Пургасом и булгарами.
Если мокша, традиционно ориентировалась на русские княжества, то эрзя — на Волжскую Булгарию. В войнах русских князей с булгарами, эрзя поддерживала последних. В свою очередь походы русских на мордву (русские летописцы не разделяли эрзю и мокшу) были направлены именно против эрзи. Первый такой поход состоялся в 1106 году. Особенно учащаются походы русских после основания на эрзянских землях Нижнего Новгорода в 1221 году.
В XII веке происходили столкновения русских княжеств с мордвой. Они то воевали с русскими князьями, то вступали с ними в союз. Объяснение в том, что эрзянский князь Пургас пытался сохранить свой город Обран Ош, на месте которого теперь стоит Нижний Новгород, и рассчитывал на поддержку булгарского хана в борьбе с экспансией русских княжеств, в то время как мокшанский князь Пуреш являлся союзником князя Юрия, и между ним и Пургасом долгие годы продолжалась непримиримая война. Русские не трогали земли союзника Пуреша и защищали их от Пургаса и булгар, которые не сумели обезопасить своего союзника.
Кроме того, мордва испытывала набеги половцев, о чём свидетельствует большое число курганов, разбросанных на территории Тамбовской и Пензенской областей. Примером могут служить курганы по течению реки Пьяны, два из которых были раскопаны Дружининым и дали кочевнические погребения с конём, ориентированные головой на восток. Эти курганы пo обряду погребения принадлежат половцам.
В начале XIII века русские летописи начинают называть мордовские земли Пургасова волость — по имени эрзянского князя. «Волостью» русские книжники называли понятную им систему организации власти на территории. Слово «Русь» свидетельствует как о наличии русского населения, так и о степени интегрированности мордовских земель в систему русских княжеств. Под 1232 и 1378 годами русские летописи упоминают «волости» мордвы во множественном числе.
В 1237—1239 годах мордовская земля была полностью разорена Батыем. Татаро-монгольское нашествие значительно ослабило эрзянские земли и подчинило их татарским мурзам, мокшанский союз стал вассалом Золотой Орды и большая часть мужского населения в составе войска Пуреша погибла во время похода монголов в Центральную Европу (1236—1242). О Пургасе известно что он «…с немногими людьми направился в весьма укреплённые места, чтобы защищаться, если хватит сил».

### XIV—XV века
Общая численность мордовских племен, составлявшая до завоевания монголами около 60-70 тысяч человек, в составе Золотой Орды с учетом потерь от военных действий оставалась на том же уровне.
В конце XIV—XV веках большинство мордовских поселений и могильников прекратили свое существование. Наоборот в XVI—XVIII виден рост поселений, возобновление захоронений на древних могильниках. Под властью Золотой Орды часть мордовского народа подвергается переселению. В конце XIII-начале XIV века поселения и могильники мордвы появились на Самарской Луке, Самарском Заволжье, в Нижнем Поволжье, где мордва быстро смешивается с другими народами, частично принимает ислам. Об этом свидетельствует фламандский монах-францисканец и путешественник Гильом де Рубрук, в 1253—1255 годах называя мордву «сарацинами».
Центром сбора дани для Орды с мокшан стал разрушенный татарами город Мохша (Нуриджан, Наручат). К концу XIII века он становится важным экономическим и торговым центром всей Золотой Орды. В 1313—1321 здесь жил хан Узбек, превратив Мохшу в фактическую столицу Орды. В 1339 году по приказу Узбека «мордовские князи с мордвичи» вместе с русскими князьями были посланы в поход на Смоленск. К середине XIV века улус Мохши («Наручадская страна» русских летописей) достигает своего расцвета. Его границы распространялись от Цны на западе до Суры на востоке, от Теши на севере и до Хопра на юге.
В 1361 улус Мохши захватил ордынский князь Тагай. В 1365 году он совершил набег на Рязанское княжество и был разбит в битве у Шишовского леса. После этого власть улусе Мохши переходит видимо к мордовским князьям. По соседству с Тагаем правил Секиз-бей, в 1361 году захвативший эрзянские земли в Среднем Присурье и построивший здесь крепость. В 1370-х годах на мокшанских землях осел Бехан — основатель нескольких татарских родов.
В XIV веке, воспользовавшись ослаблением Золотой Орды, Нижегородское и Рязанское княжества начали экспансию на мордовские земли. В 1328 году нижегородский князь Константин Васильевич повелел русскими селиться по Оке, Волге, Кудьме на мордовских селищах. В середине века мордовский князь Муранчик продает свои села по реке Сундовик, которая в начале века служила границей Нижегородского княжества. В 1360—1370-е годы нижегородцы владели Запьяньем — землями к югу от верхнего течения Пьяны и видимо отдельными землями за Сурой. Для охраны новых поселений в 1372 году на левом берегу Суры была построена крепость Курмыш. Граница княжества стала проходить по Суре. В 1367 году нижегородцы разбили ордынское войско в битве на Пьяне. Следствием этой экспансии стал союз мордовского князя Алабуги с ордынцами. В 1377 году в улусе Мохши появляется бежавший из Орды хан Арапша (Араб-шах). Арапша, объединившись с эрзянами разбивает в битве на Пьяне московско-нижегородское войско и разоряет Нижний Новгород. Вслед за этим эрзяне предприняли грабительский набег на окрестности Нижнего Новгорода, но на пути домой были разбиты городецким князем Борисом Константиновичем. Зимой 1377/1378 годов Борис с суздальской и московской помощью предпринял карательный поход в земли мордвы (эрзян). После этих событий мордовские земли начали играть второстепенную роль в регионе. В 1414 году Нижегородское княжество с подчиненными ему мордовскими землями вошло в состав Московского княжества.
В 1380-е годы рязанский князь Олег Иванович присоединяет к своему княжеству мокшанские земли по среднему течению Цны и нижнему течению Мокши. Продвижению на земли мокши способствовало разрушение мокшанского центра Мохши. В 1395 году Тамерлан в погоне за Тохтамышем уничтожил город Мохшу, после чего местная знать начала переходить на службу к русским князьям. В 1402 и 1447 годах были достигнуты договорённости между московскими и рязанскими князьями о разделении их владений в «мордовских местах».
В 1444 году объединённое войско москвичей, рязанцев и мордвы в битве на реке Листани разбило войско татарского царевича Мустафы.
С появлением в 1438 году Казанского ханства в его состав вошли мордовские земли между Мокшей и Сурой.
В 1463 году на подвластных Москве мещерских и эрзянских землях возникло Касимовское царство.

### XVI—XVII века
В первой половине XVI века московские князья начинают захватывать западные территории Казанского ханства, населенные мордвой, чувашами и горными марийцами. Здесь возникают русские крепости: Васильсурск в устье Суры (1523), Мокшанск (1535) и Краснослободск (1537) на Мокше, Алатырь — при впадении Алатыря в Суру (конец 1530-х), Темников перенесен на новое место (1538). Местные татарские беки-князья вместе с подвластным им мордовским населением были вынуждены перейти по власть Московского государства. Финалом этого продвижения Москвы на восток стал военный поход 1551 года, когда была завоевана Горная сторона, основан Свияжск и русское подданство приняли чуваши, горные марийцы и мордва (Свияжская присяга).

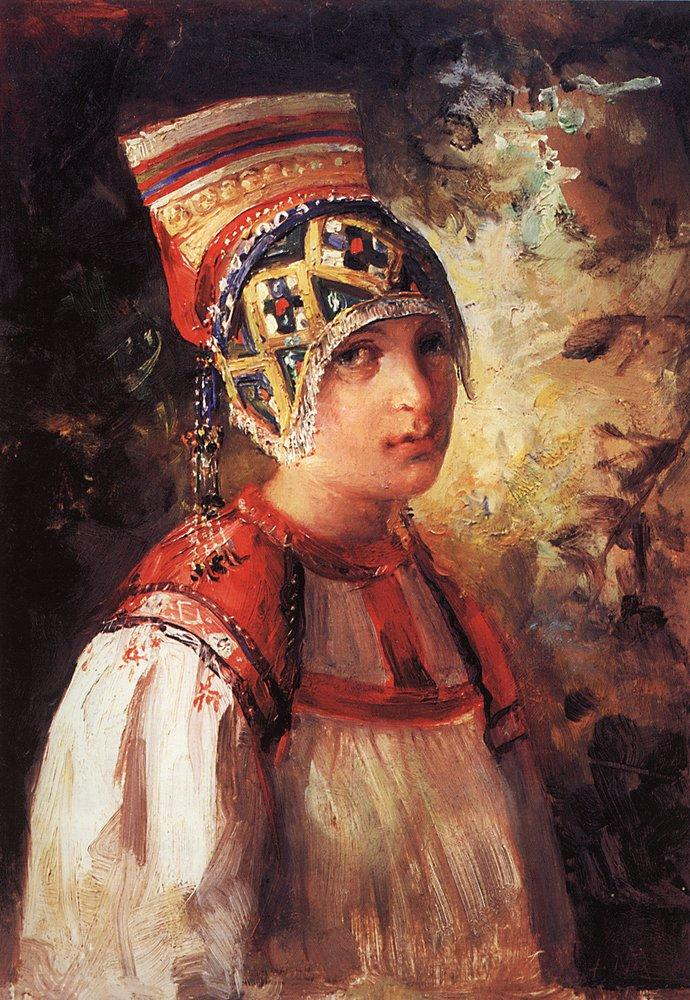
В. Е. Маковский — Крестьянка (1897). Этюд к картине «Мордовская свадьба»

В походе Ивана Грозного против Казани в 1552 году участвовал темниковский татарский князь Еникеев с подвластными ему мокшанами и мещеряками.
Во времена Казанского ханства имело место переселение части мордвы в глубь государства. В центральных районах ханства появляются мордовские поселения и могильники. После завоевания Казанского ханства Москвой мордовское население смогло вернуться на свои исконные земли. Писцовые книги Свияжского уезда под 1566—1567 годами сообщают: «в тех селах и деревнях с татары и чувашею преж сего жили мордва и та мордва разошлись по своим старым улусам по вотчинам по ухожаям… на Мокшу и по Суре». Оставшиеся незначительная часть мордвы подверглась татаризации, что особенно заметно по каратайской мордве.
К середине XVI века западная граница компактного проживания мордвы доходила до правобережья Оки, восточная — до Суры, северная — до окрестностей Нижней Новгорода, южная — до верховьев Хопра.
После вхождения в Русское государство большая часть мордовского народа была отнесена к ясашным людям, которые кроме ясака должны были выполнять ряд натуральных и денежных повинностей. Со временем налоговая база ясашных людей расширялась. Важным источником социального напряжения стала раздача мордовских обрабатываемых земель помещикам: русским дворянам, а также татарской, мордовской знати, принявшей христианство. Русские помещики переселяли на полученные земли крестьян из других регионов страны. Мордва приняла участие в Третьей черемисской войне (1581—1585) против Русского царства. Поражение восстания подтолкнуло к началу миграции мордвы за территорию своего традиционного проживания — на юг, в сторону Пензы и Саратова.
В 1556 году для защиты мордовских земель от набегов кочевников была построена засечная черта: Алатырь — Темников — Кадом — Шацк.
На рубеже XVI—XVII веков на мордовские земли хлынул поток русских переселенцев из разорённых войнами и опричниной центральный регионов страны. В начале XVII веке мордовское население Арзамасского, Нижегородского, Кадомского и Темниковского уездов стало платить в казну подати в тех же размерах, что и русские крестьяне, сидевшие на «черных» землях. Кроме того, мордва облагалась небольшим ясачным оброком за пользование лесами, удобными для охоты и бортничества. Всё это привело к крестьянскому восстанию в мордовских землях в 1606—1608 гг. В 1612 году в битве на Пьяне объединенное войско стрельцов и мордовских служилых людей Баюша Разгильдеева отразило набег ногайцев на арзамасские и алатырские места. Если нижегородский уезд активно поддержал организацию второго ополчения, то арзамасский и алатырский воеводы не поддержали второе ополчение.
В XVII веке ясашные и государственные крестьяне переводятся в разряд дворцовых. Государственными оставались мордовские крестьяне Саранского, Кадомского, Инсарского, Пензенского уездов.
Рост налогов и повинностей, захват общинных земель знатью и монастырями привели к тому что Мордовский край сыграл важную роль в восстании Степана Разина, в том числе активно участвовали в нем мордовские крестьяне.

### XVIII—XIX века
По указу Петра I в 1719 году мордва включалась в состав государственных крестьян и облагалась подушной податью, то есть приравнивались к русскому тяглому населению. Кроме того, в 1718 году на мордву была возложена повинность заготавливать корабельный лес. Увеличение налогов и повинностей привели к запустению мордовских земель: в Темниковском уезде за 1678—1712 опустело 53 % дворов.

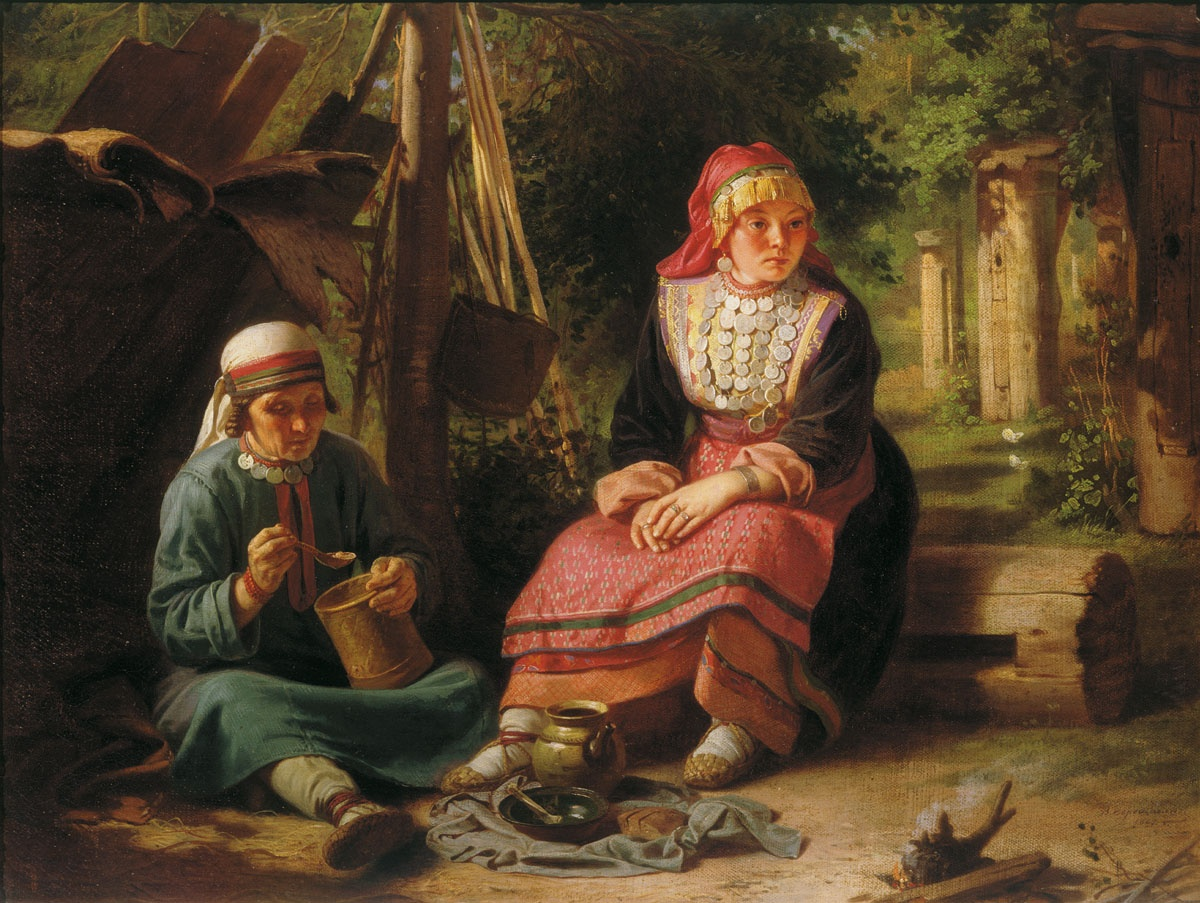
«Мордовки»
(художник Василий Верещагин)

В ходе реформ 1й половины XVIII века мордовские земли оказались включены в состав трех губерний: Азовской (Темниковский, Инсарский уезды) Казанской (Саранский уезд) и Нижегородской (Алатырский уезд).
Еще в начале XVIII века Филипп фон Страленберг замечал преобладание языческих верований у мордвы. Несмотря на то, что мордвином был патриарх Никон, христианизация мордвы в XVI—XVII веке продвигалась с трудом. В начале XVII века алатырская мордва дважды топила в Суре игуменов Троицкого монастыря. В 1655 был убит рязанский архиепикоп. Во время крестьянской войны Степана Разина восстание в мордовских деревнях часто начиналось с убийства священника. В 1681 году крестившейся мордве предоставлялись налоговые льготы. В 1700 году в Киевской духовной академии начата подготовка миссонеров для распространение христианства у мордовских крестьян. В 1706 году вышел царский указ об ускорении христианизации мордвы. Христианизации мордвы способствовала правительственная мера, по которой русских крестьян селили в мордовских деревнях, а мордовских — в русских деревнях. Поощрялись браки крещенной мордвы с русскими. Предоставлялись налоговые льготы и освобождение от некоторых уголовных преступлений. Агрессивная кампания по христианизации вызывала крестьянские восстания. Самым сильным стало восстание в Терюшевской волости 1743—1745 годов, в нем приняло участие 6 тыс. человек. После восстания имперские власти отказались от насильственной христианизации, в пользу мирных методов в виде предоставления льгот и прав. В результате с 1743 по 1760 гг. православие приняло около 70 % мордовского народа. В начале XIX православие проникло в быт мордовского народа и стало частью народной жизни. По Всероссийской переписи населения 1897 года 98,8 % мордвы были православными, язычников не было.
Усиление налогового гнёта, введение рекрутской повинности, попытки насильственной христианизации привели как к участию мордвы в восстании Емельяна Пугачева, так и к новым волнам миграции мордовского народа в южном и восточном направлениях. С. Лаллукка отмечает, что если на протяжении второй половины XVII — начала XVIII в. мордва двигалась главным образом на юг, в сторону Пензы и Саратова, тогда как движение на восток, за Волгу, началось в основном в XVIII в. На рубеже XVIII—XIX столетий группы мордвы достигли Урала и, в некотором количестве, — Сибири. В течение XVIII — первой половины XIX веков мордовские поселенцы заселили новые территории в Нижнем Поволжье и Южном Приуралье. Во второй половине XIX веков самые многочисленные мордовские группы (за пределами основной этнической территории мордвы) находились уже в Самарской губернии, где еще в начале XVIII века их не было совсем. В пореформенные годы мордва начала заселять Казахстан (Акмолинская область). В то же время на освобождавшиеся мордовские земли прибывали русские поселенцы, постепенно становясь здесь этническим большинством.

Мордва на этнографической карте Российской империи А. Риттиха, 1875

Наряду с обрусением известны случаи и мордвинизации русских, которая происходила обычно в тех смешанных мордовско-русских поселениях, где русские составляли меньшинство или проживали среди мордвы дисперсно.
Обрусение закрепощённой мордвы было следствием экономических стремлений помещиков, которые привлекали сюда русских работников из своих прежних поместий или со стороны, отчего появились деревни со смешанным русско-мордовским населением. За пределами Нижегородского края больших районов обруселой мордвы не встречается, поскольку здешняя мордва осталась большей частью ясашной и не испытывала гнёта крепостного права. Тяглая мордва на государственных землях зачастую не могла выплачивать с принадлежавших ей земель натуральных и денежных повинностей и охотно пропускала русских беглых крестьян, помещичьих и дворцовых. Мордовские богачи ходатайствовали перед правительством об удалении пришлых, тогда как бедные мордвины отстаивала их, поскольку те помогали им нести тягло, и обвиняла богачей в попытке разжиться. Мордва в разных жизненных ситуациях пользовалась русским языком не одинаково. Его коммуникативные функции возросли в области общественной, производственной жизни, где частота контактов с представителями других народов выше.
За Волгой ассимиляция шла медленнее, чем на исконных землях мордвы. В то же время среди эрзян получили распространение православные секты «Людей Божиих», «собеседников», «молокан» и др. Селения утеряли свои прежние названия, и их нельзя отличить от русских[уточнить]. Самобытность мокшан сохранилась на севере Пензенской губернии, в Краснослободском, Наровчатском и Инсарском уездах; но и здесь группы их селений подвергались внешнему влиянию, чему благоприятствовали улучшение путей сообщения, вырубка лесов, отхожие промыслы и распространение школ.
Во второй половине XVIII века появились первые собственно мордовские (как мокшанские, так и эрзянские) тексты. В начале XIX века на мордовских языках началось книгоиздание.

### XX век
К 1920 году мордовское население проживало на территории 25 губерний. 90 % мордвы проживало в Пензенской, Нижегородской, Самарской, Саратовской, Симбирской и Тамбовской губерниях. В них не было ни одного уезда где бы мордовское население преобладало. В июне 1921 года на Всероссийском съезде коммунистов мордовской национальности было принято постановление о выделении мордвы в отдельную автономию. Однако, вопрос об образовании автономии был отложен, из-за недостаточной подготовленности. Всего в РСФСР в 1925—1928 было создано 619 мордовских национальных советов и 17 волостей (на территории нынешней Мордовии 377 и 13 соответственно).
14 мая 1928 г. в составе Средневолжской области из уездов Пензенской, Симбирской и Нижегородской губерний был образован Саранский округ, в том же году переименованный в Мордовский. В него полностью вошли Краснослободский, Ардатовский уезды, почти полностью Саранский и Инсарский уезды, половина Наровчатского, частично Алатырский, Карсунский, Лукояновский и Сергачский уезды. Согласно переписи 1926 года, на этой территории проживали 1 млн 340 тыс. человек, из которых мордвы — 427 607 (32,2 %). Президиум ВЦИК 10 января 1930 г. постановил преобразовать Мордовский округ в Мордовскую автономную область; 20 декабря 1934 года — преобразована в Мордовскую АССР.
С середины 1920-х в мокшанских и эрзянских изданиях началась выработка единых литературных норм и диалектной базы, завершившаяся к середине 1930-х годов. В основу мокшанского литературного языка был положен краснослободско-темниковский говор, а в основу эрзянского — говор села Козловки.
С переписи 1959 года наблюдается сокращение численности мордвы.
Закон СССР об образовании 1958 года предоставлял родителям детей нерусской национальности право выбора языка обучения для своих детей, это сократило долю школ преподающих на национальных языках. Кроме того, началось сокращения преподавания на национальном языке как на родном: в 1959/60 учебном году обучение на мокшанском и эрзянском, как родных языках, сократилось с семи до первых трех классов. Изучение мордовских языков в национальных школах как отдельного предмета составляло девять лет. В начале 1970-х годов в Мордовской АССР насчитывалось 391 национальная школа (235 — мокшанские и 156 — эрзянские), их посещали 77 тыс. детей (41 тыс. — мокшанских и 36 тыс. — эрзянских детей) или 36,9 % школьников республики. К концу 1980-х в республике осталось 289 мордовских национальных школ, количество детей изучающих язык в школах не превышало 24 тыс. В 1988/89 учебном году на мордовских языках в начальной школе обучалось 4 000 детей.

## Антропологическое описание
В большей степени мордва является представителем европеоидной расы. В то же время антропологический облик мордвы сильно дифференцирован у различных групп. Среди части мордвы-мокши распространён субуральский тип, характеризующийся относительной длинноголовостью и довольно высоким лицом в пределах уральской расы. Для большей части мордвы-эрзи характерен сурский тип атланто-балтийской расы, для которого характерны мезокефалия, относительно узкое лицо, но не столь высокое, как у скандинавского типа. У некоторых групп мордвы-эрзи и южной мордвы-мокши встречается северопонтийский тип центральноевропейской расы, характерный также для русских Поволжья. Этот тип характеризуется длиной тела средней или выше средней, преобладающей мезокефалией, узким лицом, довольно часто встречаются волнистые волосы. Такие антропологические характеристики сближают мордовское население с населением, оставившим Пьяноборскую археологическую культуру.
И. Н. Смирнов в конце XIX века описывал мордву следующим образом: мокша представляет большее разнообразие типов, чем эрзя; рядом с белокурыми и сероглазыми, преобладающими у эрзян, у мокши встречаются и брюнеты со смуглым цветом кожи и с более тонкими чертами лица. Рост обоих подразделений мордвы приблизительно одинаковый, но эрзяне, по-видимому, отличаются большею массивностью сложения (особенно женщины).
Хотя более тёмная окраска глаз и волос у мокши, отмеченная в ранних работах, сближает её с уральской группой (что также касается размеров лица и роста бороды), локальная изменчивость всех мордовских групп (мокши, эрзи, терюхан) очень велика. Как отмечал Г. Ф. Дебец (1941), два близких мокшанских селения расходятся по многим показателям. Согласно К. Ю. Марк (1961), исследовавшей 12 мокшанских и 11 эрзянских групп, суммарная разница между ними невелика, причём уральский элемент не имеет преобладания ни в одной группе и может отсутствовать вообще (что наиболее ярко проявлялось в эрзянских группах восточной части Мордовской АССР).
Говоря о соотношении антропологических типов, выделенных для разных территорий Восточной Европы, В. Е. Дерябин указывал, что в состав антропологического варианта мордвы-мокши входит понтийская раса. Как отмечал автор, у мокши отчётливо проявляются черты южных европеоидов: удлинённая форма головы (указатель имеет средние значения 78,7 % и 79,8 %), относительно узкое лицо, потемнение пигментации глаз и волос, часто встречающийся опущенный кончик носа. При этом, однако, у части мокшан понтийская раса сочетается также с иным расовым компонентом — небольшой, но заметной уралоидной примесью (уменьшение роста бороды, ослабление горизонтальной профилировки лица, крайне редко — появление эпикантуса).
Согласно В. Е. Дерябину группы, у которых сильно выражено уральское влияние, можно назвать субуральскими; эрзяне и мокшане не входят в субуральские кластеры. В группах мордвы-эрзи отмечается удлинение формы головы (указатель — 79,6 % и 79,7 %), увеличение относительной высоты лица и носа, усиление роста бороды, учащение встречаемости опущенного кончика носа и уменьшение числа случаев вогнутого профиля спинки носа. Перечисленные особенности свидетельствуют о наличии черт южных европеоидов. При этом пигментация глаз и волос в данных группах относительно светлая, хотя и темнее, чем у беломоро-балтийцев. Таким образом, мордва-эрзя в целом скорее относится к кругу северных европеоидов. У мордвы-мокши сильнее проявляются черты южных европеоидов: форма головы оказывается ещё более удлинённой (головной указатель — 78,7 %), лицо — сравнительно узким, пигментация глаз и волос — заметно темнее, опущенный кончик носа встречается чаще. Правда, по сравнению с эрзей у мокши слабее рост бороды и чаще встречаются слегка уплощённые лица.
Согласно последним генетическим исследованиям в Институте общей генетики РАН мокша и эрзя имеют значительные различия в генофонде.

## Языки
Каждый из двух мордовских субэтносов имеет собственный язык: мокшане — мокшанский, эрзяне — эрзянский. Оба они относятся к финно-волжской группе уральской семьи языков и имеют статус литературных. Считается признанным существование некогда единого мордовского праязыка, который лишь в середине I тыс. н. э. распался на мокшанский и эрзянский.
Лингвистами отмечается, что в языке эрзя преобладают заимствования из русского языка, а в мокшанском — из тюркских (в основном татарского, чувашского). Оба мордовских языка распадаются на ряд диалектов и смешанных говоров, локализованных в различных районах проживания мордвы. Мордовская письменность существует со второй половины XVIII века и в настоящее время использует кириллицу, алфавит мордовской письменности совпадает с русским.
- «По своему происхождению финно-угорские языки не связаны с (индо)арийскими, принадлежащими к совершенно иной языковой семье — индоевропейской, поэтому многочисленные лексические схождения между финно-угорскими и индоиранскими языками свидетельствуют не об их генетическом родстве, а о глубоких, многообразных и длительных контактах финно-угорских и арийских племён»[123].

## Традиционная культура

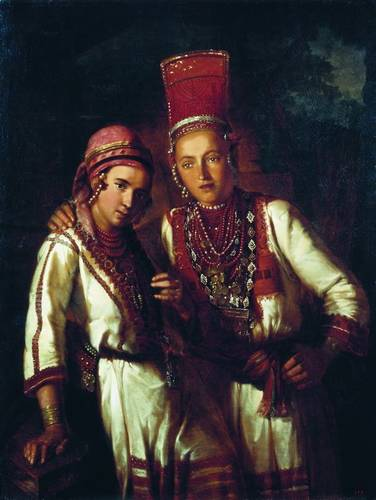
Две мордовки в национальных костюмах на картине 1842 года. Мордовский республиканский музей изобразительных искусств им. С. Д. Эрьзи

В быту и духовной и бытовой культуре у мокши и эрзя прослеживаются значительные различия, а также наблюдается близость мокши к марийцам, а эрзя — к прибалтийским финнам.

### Комплекс одежды

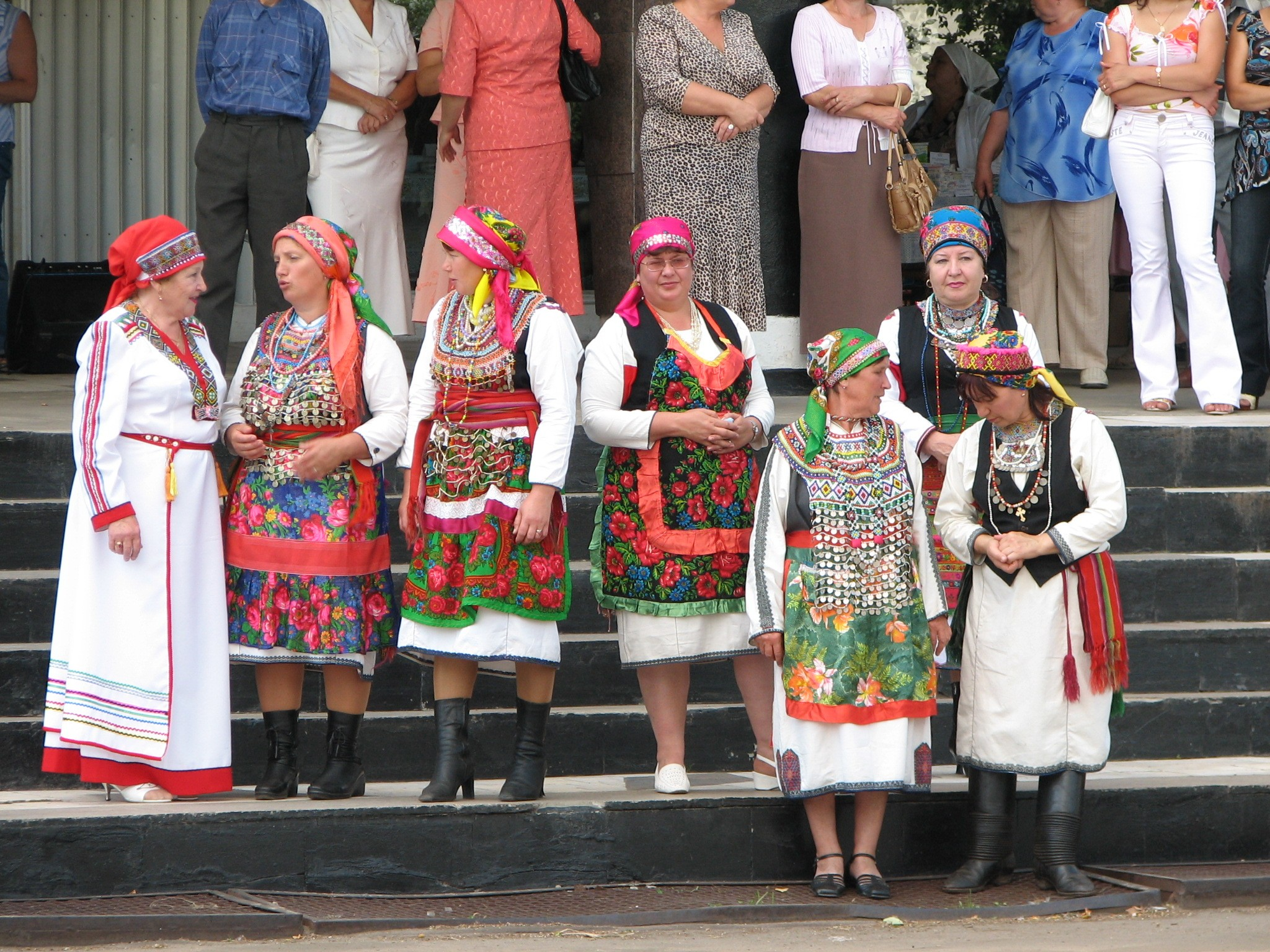
Мокшанки в национальных костюмах

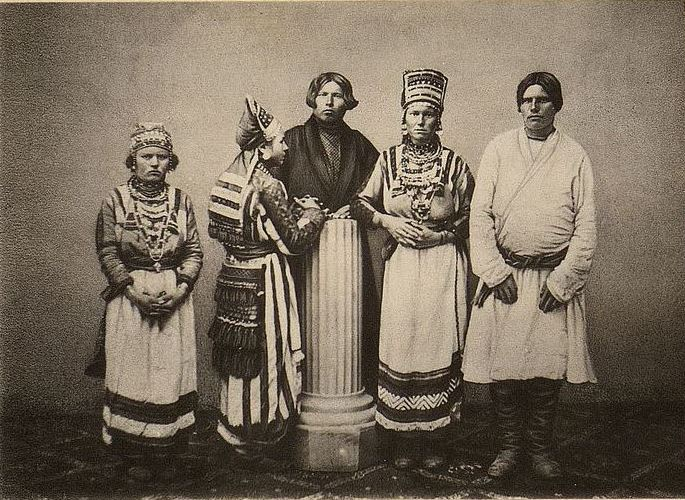
Мордовская семья из Казанской губернии, 1870 год

Традиционный облик мокшанки подразумевает ношение рубашки и штанов, причём рубашка у неё спускается не до пят, как у эрзянки, а поддерживается у пояса; поверх рубашки эрзянка носит выбитый кафтан (шушпан), похожий на соответственный наряд черемиски. На голове эрзянки носят рогообразные круглые кокошники сороки, а у мокшанок головной убор ближе к черемисскому и заменяется иногда полотенцем или шалью, повязываемой в виде чалмы (головной убор мордовок значительно варьирует в каждой группе по местностям). Мокшанки не носят также «пулая» — назадника, украшенного бисером и длинной бахромой и распространённого у эрзянок.

### Быт
Сравнительно мордва живёт лучше других народностей в тех же местностях; в Саратовской губернии, например, задолженность её меньше, чем чуваш, русских и татар. Во внешнем быту мордвы, её жилищах, способах земледелия и т. д. сохранилось мало оригинального, хотя в старину мордовские селения и избы отличались от русских большей разбросанностью и постановкой избы посреди двора или, если и на улицу, то окнами только в сторону двора. К специально-мордовским промыслам принадлежат в некоторых местностях, производства поташа, конопляного масла, домашних сукон (любимый цвет мордвы — белый).

К искусству мордва равнодушнее чуваш и черемис, у которых, например, многие предметы украшают резьбой; только мордовские женщины не менее заботятся об украшении своего костюма и старательно вышивают свои рубашки и головные уборы.Никольский Н. В., Никольский Н. В. Мордва. — Собр. соч. в 4 т.: Т. III. Труды по истории, культуре и статистике народов Волго-Уралья и Сибири.. — Чебоксары: Чуваш. кн. изд-во, 2008. — С. 328.

В свадебных обрядах и обычаях мордвы сохранились многие черты старины, отголоски старинного брачного и родового права. В давние времена практиковалось многожёнство. Нередко мальчиков женили на взрослых девушках, чтобы взять в дом работницу.
«Разность двух мордовских поколений видна и из того, что до крещения их не дозволялось мокшанам брать ерзянок, а ерзянам — мокшанок; но всяк довольствовался своею породою».

### Верования
Переживанием родового быта является также культ предков, остатки которого можно видеть в подробностях погребальных обычаев, поминок. Интересным является сохранившийся вплоть до XX века обычай при основании нового кладбища первого покойника хоронить стоя и с посохом в руках. После этого его дух становился хозяином погоста (калмонь кирди — «покровитель кладбища» или калмо-ава — «мать кладбища»). У мордвы сохранились языческие поверья, которые по своей отрывочности и сбивчивости не позволяют восстановить точнее древнюю мордовскую мифологию. Известно, что мордва почитала много пасов (мокш. павас) — богов, ава — духов, «матерей», кирьди — хранителей, которые представлялись антропоморфно и отчасти слились с русскими представлениями о домовых, водяных, леших и т. д. Предметами поклонения были также солнце, гром и молния, заря, ветер и т. д. Можно различить следы дуализма — антагонизма между Шкаем (небом) и Шайтаном, которыми созданы, между прочим, Алганжеи (носители болезней). У мордвы сохранились ещё местами моляны — остатки прежних языческих жертвоприношений, отчасти христианские праздники приурочены к ним.
В эрзянских селениях особо было развито черничество. Чернички — это молодые девушки с некоторым прошлым, покрывшиеся чёрным платком и навсегда отказавшиеся от замужества; они запираются в кельях, чтобы молиться и читать богоугодные книги. Однако у мордвы черники не пользуются лестной репутацией. Среди них выходили проповедники новых учений, поскольку сектантство очень было распространено среди мордвы.

### Мордовская литература
Основное развитие имело устное творчество. Одним из ранних представителей мордовского сказительного искусства была Ефимия Петровна Кривошеева.
В конце 1920-х годов появились журналы «Мокша» на мокшанском языке и «Сятко» на эрзянском; письменная литература стала развиваться с 1930-х годов.

## Всероссийский съезд мордовского (мокшанского и эрзянского) народа
Начиная с 1992 года проходят Всероссийские съезды мордовского (мокшанского и эрзянского) народа. Съезд, согласно принятому уставу, является высшим представительным собранием мокшан и эрзян, проживающих на территории Республики Мордовия и в других субъектах Российской Федерации. Делегаты съезда должны были избираться «в соответствии с нормой представительства: от 5 тысяч мордовского (мокшанского и эрзянского) населения — один делегат» — от республики Мордовия и всех мест компактного проживания мокшан и эрзян за её пределами.
Первый съезд 14—15 марта 1992 года состоялся по инициативе обществ «Масторава» и «Вайгель». Только на первом съезде было принято 10 документов (в том числе о статусе народов для мокшан и эрзян, вывода из ИТУ Мордовии заключённых других государств, сокращение общей численности заключённых в Дубравлаге, участия мокшан и эрзян в международных политических организациях и др.) Второй и последующие съезды проходили под патронажем Правительства Республики Мордовия. На втором съезде вновь выставлялось требование в частности о статусе национальностей мокша и эрзя, о принятии Государственным собранием Республики Мордовия Закона о языках, с закреплением статуса государственного за мокшанским, эрзянским и др.